# Зупчасти каиш
Зупчасти каиш се користи у случајевима где је потребно синхроно окретање погонске и погоњене ременице. Уобичајена је њихова употреба код клипних мотора односно користи се за синхроно окретање ременица радилице и брегасте осовине.